# Wilhelm Uhde
Wilhelm Uhde (Friedeberg, Provincia de Brandeburgo, 28 de octubre de 1874 - París, 17 de agosto de 1947) fue un marchante, coleccionista, crítico de arte y escritor alemán de gran importancia en el descubrimiento de talentos de la pintura impresionista, fauvismo, cubista y del arte primitivista o naïf como Henri Rousseau y Séraphine Louis.

## Biografía
Hijo del juez Johannes Uhde, estudió leyes en Dresde y arte en Múnich. Abogado de profesión, estudió luego historia del arte en Florencia antes de establecerse en París en 1904 donde frecuentó el grupo intelectual alemán del Café du Dôme así como Delaunay, André Derain y Gertrude Stein. Fue uno de los primeros coleccionistas de obras de Pablo Picasso y Georges Braque, exhibiendo sus obras en la galería que tenía en Montparnasse, en la Rue Notre Dame des Champs. En 1909 Picasso pintó su retrato y en 1907 conoció al aduanero Henri Rousseau de quien organizó su primera retrospectiva en 1907.
Aunque homosexual, estuvo casado en un matrimonio de conveniencia entre 1908-1910 con Sonia Terk (luego Sonia Delaunay). Al iniciarse la Primera Guerra Mundial debió regresar a Alemania y sus posesiones fueron confiscadas por el estado francés, siendo su colección rematada en el Hôtel Drouot en 1921.
Entre 1919-28 vivió y trabajó con Helmut Kolle en Chantilly a quien conoció en Burg Lauerstein y con quien publicó el almanaque Die Freude.
En 1922 fue director de la Galerie Gurlitt de Wolfgang Gurlitt (1888-1965), en Berlín, regresando a Francia en 1924 junto con Kolle.
En 1928 organizó la primera exposición de arte naïf en la capital francesa con la participación de Henri Rousseau, André Bauchant, Camille Bombois, Séraphine Louis y Louis Vivin, conocidos también como el grupo del sagrado corazón.
Como judío, pasó la Segunda Guerra Mundial exiliado en el sur de Francia donde fue auxiliado por el crítico y miembro de la resistencia francesa Jean Cassou.
En el año 2008 fue interpretado por el actor Ulrich Tukur en la película Séraphine sobre la pintora Séraphine de Senlis.

## Escritos
- Picasso et la tradition française, Paris : Les Quatre Chemins, 1928

- Cinq maîtres primitifs, Paris, 1949

- De Bismarck à Picasso 2002 ( Von Bismarck bis Picasso - Uhde, Wilhelm. - Zürich : Römerhof-Verl., 2010, 1. Aufl.)

- Vincent van Gogh in Farben - London : Phaidon, 1954, 3. Aufl.

- Manet - Manet, Edouard. - Köln : Phaidon-Verl., 1967

- Vermächtnis an meine Freunde - Mainz : Ehglücksfurtner, 1948

- Rousseau - Rousseau, Henri. - Bern : Scherz, 1948

- Die Zukunft der deutschen Corps - Dresde, 1920

- Das flammende Reich- Burg Lauenstein in Oberfranken : "Die Freude", 1921

- Der Maler Helmut Kolle - Zürich : Atlantis-Verlag, 1932

- Leitgedanken zur Neugestaltung studentischen Lebens - Oetzsch/Leipzig : Hans Seligo, [1920]